# Bolbaffer tenuelimbatus
Bolbaffer tenuelimbatus is een keversoort uit de familie cognackevers (Bolboceratidae). De wetenschappelijke naam van de soort werd in 1884 gepubliceerd door Friedrich Otto Gustav Quedenfeldt.